# Kreissparkasse Peine
Die Kreissparkasse Peine war eine Sparkasse in Niedersachsen mit Sitz in Peine. Sie war eine Anstalt des öffentlichen Rechts. Mit Wirkung zum 1. Januar 2017 fusionierte die Kreissparkasse Peine mit der Sparkasse Goslar/Harz und der Sparkasse Hildesheim zur Sparkasse Hildesheim Goslar Peine.

## Geschäftsgebiet und Träger
Das Geschäftsgebiet umfasste den Landkreis Peine, jedoch ohne die Gemeinde Vechelde, in der die Braunschweigische Landessparkasse mit einer Filiale vertreten war. Träger der Kreissparkasse Peine war der Landkreis Peine.

## Geschäftszahlen
Die Kreissparkasse Peine wies im Geschäftsjahr 2016 eine Bilanzsumme von 1,610 Mrd. Euro aus und verfügte über Kundeneinlagen von 952,4 Mio. Euro. Gemäß der Sparkassenrangliste 2016 lag sie nach Bilanzsumme auf Rang 238. Sie unterhielt 20 Filialen/SB-Standorte und beschäftigte 396 Mitarbeiter.